# Katrin Sandmann
Katrin Sandmann (* 17. April 1966 in West-Berlin) ist eine deutsche Journalistin, Regisseurin und Filmproduzentin. Zusammen mit Tita von Hardenberg und Stefan Mathieu leitet sie die 2015 gegründete Kobalt Documentary GmbH. Gemeinsam mit Hardenberg und Mathieu gründete sie auch die Pariser Produktionsfirma Bleu Kobalt. 2010 war die ehemalige Kriegsreporterin, Nahost-Korrespondentin und Leiterin des Reporterpools der ProSiebenSat.1 Media AG und des Nachrichtensenders N24 (heute WELT) zu Kobalt gewechselt, um dort eine Abteilung für internationale Dokumentationen und Current Affairs Programme aufzubauen.

## Ausbildung
Sandmann studierte Theater-, Film- und Fernsehwissenschaft, Kunstgeschichte und Romanistik an der LMU München, der Universität Paris IV (Paris-Sorbonne) und École du Louvre in Paris und schloss das Studium 1993 an der FU Berlin mit dem Magister Artium ab. Sie volontierte 1993 und 1994 bei Sat.1 News in Hamburg, Berlin und Washington, spezialisierte sich journalistisch auf die Auslandsberichterstattung und vertiefte ihre Journalistik-Ausbildung mit einem Stipendium an der Duke University in North Carolina.

## Karriere
1999 berichtete Sandmann für die Nachrichten von Sat.1 mehrere Wochen über den Kosovokrieg. Im selben Jahr zog sie als Korrespondentin in den Nahen Osten. Mit Wohnsitzen in Jerusalem und Amman berichtete sie überwiegend von der Zweiten Intifada, sowie aus Syrien, Jordanien, dem Libanon und Ägypten und zog 2003 zur Berichterstattung über den Irakkrieg nach Bagdad. Ihre Irak-Berichterstattung brachte Sandmann eine Nominierung als beste deutsche Fernsehjournalistin ein. Von 2004 bis 2010 war sie Leiterin Reportage bei N24 in Berlin. Die Schwerpunkte ihrer Berichterstattung lagen im Iran sowie den Kriegs- und Krisengebieten der Zeit.
Nach ihrem Wechsel zu Kobalt führte sie bei der achtteilige TV-Reihe Kulturkrieger (ZDF/3sat) über Kunst und Kultur in Kriegs- und Krisengebieten Regie und moderierte Sendungen aus Afghanistan, Pakistan, Somalia, Tschetschenien, Haiti, Gaza, dem Kongo und dem Irak. Die Welt schrieb über die Reihe: „Die ‚Kulturkrieger‘-Reihe gehört zum Interessantesten, was im Fernsehen zu sehen ist (...) denn die Halbstünder eröffnen Einblicke in Städte, die sonst nur in den Nachrichten auftauchen, wenn es dort besonders abscheuliche Attentate oder Übergriffe gegeben hat. Dass es an diesen Schreckensorten auch ein Alltagsleben gibt und Menschen, die sich der Kulturlosigkeit widersetzen, dafür ist in unserer Fantasie dann kein Platz mehr.“
Sandmann führte u. a. bei dem 5-Teiler Iran im Herzen (ZDF/ARTE) Regie, sowie aktuell bei der Terra-X-Reihe Die letzten Geheimnisse des Orients, die sie mit dem führenden Nahost-Experten Daniel Gerlach erfand und die Kobalt produziert. Die von Gerlach moderierten Dokumentationen führten die beiden nach dem Sturz des Diktators Bashar Al Assad Anfang 2025 nach Syrien.
Katrin Sandmann rief mit Tita von Hardenberg und Stefan Mathieu nach der russischen Invasion der Ukraine 2022 das mit dem Deutschen Fernsehpreis ausgezeichnete wöchentliche ARTE-Format TRACKS EAST und die YouTube-Formate Fake News – Russian Propaganda for Beginners und Masha on Russia – Russian Propaganda for Intermediates ins Leben.